# Guatteria inundata
Guatteria inundata är en kirimojaväxtart som beskrevs av Carl Friedrich Philipp von Martius. Guatteria inundata ingår i släktet Guatteria och familjen kirimojaväxter. Inga underarter finns listade i Catalogue of Life.